# Momoiro Sisters
Momoiro Sisters (ももいろシスターズ?) es un manga creado por Tamami Momose. También cuenta con una adaptación al anime, la cual fue producida por Studio Deen, que fue transmitida por la TBS. Fue transmitida en Japón del 25 de agosto de 1998, hasta el 1 de octubre de ese mismo año.
Momoiro Sisters es un anime dirigido al público adulto joven, debido a su humor verde y sus toques de lesbianismo (Véase cuando Sakura juega con los pechos de Yukari). Trata sobre las aventuras de Momoko, una estudiante de bachillerato y Sakura, una oficinista solterona y que cuya preocupación (aparte de divertirse) es encontrar un novio decente con el cual casarse. En Momoiro Sisters, podemos encontrar aventuras sumamente hilarantes y personajes sumamente extravagantes.

## Argumento
Momoko y Sakura son dos hermanas que viven en un apartamento en Tokio. Una es una estudiante de bachillerato y la otra trabaja como oficinista en una gran compañía.

## Personajes
Momoko Murakami
La protagoista. Es una adolescente de 17 años (18 al final de la serie) que cursa el bachillerato. Momoko vive aterrorizada por ser una de las pocas chicas de su clase que conserva su virginidad y lo peor es que aún no se ha besado con ningún chico. Tímida y reservada, es prácticamente lo contrario que su hermana mayor. A medida que la serie progresa, Momoko conocerá a Akira, un chico que Momoko conoció por pura casualidad tras que ella pisara accidentalmente sus gafas y las rompiera, haciendo que Akira se enamorara de ella a primera vista. Akira es dos años más joven que ella y que presta cierto interés por Momoko. Momoko terminará siendo la novia de Akira.
Sakura Murakami
La hermana de Momoko. A sus 23 años, podríamos decir que es todo lo contrario que su hermana menor. Es muy extrovertida y un tanto desvergonzada, y se las pasa bebiendo y yendo al karaoke con sus íntimas amigas. Trabaja como oficinista es una gran compañía junto con otros compañeros. A su edad, Sakura está soltera con lo que según ella tendrá que apechugar en encontrar un buen marido ya que está en la edad en la que una mujer japonesa se tiene que espabilar para encontrar marido o si no se le pasará el arroz. Sakura suele juguetear con los grandes pechos de su compañera Yukari Ootani, acosándola inocentemente.
Akira Tobari
Es el novio de Momoko. Conoció a Momoko por casualidad tras que ella accidentalmente pisara y posteriormente rompiera, sus gafas. Desde entonces, Akira se enamoró profundamente de Momoko.
Miki Shimizu
Una de las amigas de Momoko. Es la más experimentada del grupo en cuanto chicos y es una de las muchas de su clase que no es virgen (Y la única en su círculo de amigas). Suele aconsejar a Momoko acerca su trato a Akira, ya que tiene un amplio conocimiento del sexo, aunque siempre lo hace entre bromas y suele ser un tanto malpensada.
Moeko Kaneko
Una amiga de Momoko. La típica amiga friki. Tiene una obsesión por cualquier tipo de novela o manga que cuyo contenido sea Yaoi y también es partidaria del Cosplay. Suele preguntarle a Akira si le gustan los chicos, todo para inventar un nuevo Dōjinshi, cosa que enfurece a Momoko con mucha frecuencia.
Keiko Fukuya
Una chica atractiva de cabello negro y ojos azul verdosos que acude como alumna de intercambio a la escuela de Momoko y que rápidamente se adaptará a su grupo de amigas. Pese a ser una chica atractiva, cuida mucho de las apariencias y tiene un secreto. Keiko sufre constantemente de hemorroides y debido a esto le produce una insana y bizarra obsesión por el ano.
Yukari Ootani
Yukari es una de las amigas y compañeras de trabajo de Sakura. Suele ser un objeto de envidia por parte de sus compañeras de trabajo debido a sus prominentes senos y carisma. Suele ser acosada por Sakura, ya que esta última disfruta jugeteando con los pechos de Yukari. Yukari presenta interés por su compañero de trabajo Keisuke Tsuchikawa, pero este en un principio, le suele ser indiferente debido a su poco trato a las mujeres.
Yuki Kurakata
Una de las mejores amigas y también compañera de trabajo de Sakura, de cabello corto negro azulado y ojos castaños. Se pasa todo el tiempo divirtiéndose y cotilleando con Sakura. Es muy temperamental y es una de las pocas de su trabajo que a lo largo de la serie se casa (Incluso podría llegar a quedarse embarazada).
Keisuke Tsuchikawa
Un compañero de trabajo de Sakura. Su principal obsesión es la comida, y suele untar curry a rebanadas de pan para después comérselas como bocadillo. Es un hombre prácticamente insensible a los sentimientos de las mujeres, sobre todo a los de Yukari.

## Episodios
|1	¡Empecemos!
|2	La emocionante dieta de verano
|3	Las nenas hermosas mueren jóvenes
|4	A lo mejor algún día...
|5	Tiempos difíciles para Yukari-chan
|6	La comida es la canción del amor
|7	Feliz San Valentín
|8	En verano, un amor caluroso
|9	¡He conseguido un novio!
|10	¡Aah, el primer beso!
|11	El primer beso
|12	Unión de amor
|13	El súper balneario de los pechos grandes
|17	¡Voy de caza con Rin-chan!
|18	Cuando me giré, estabas a mi lado
|19	Pasados por agua...
|20	La reina de la jungla
|21	Arrecife de coral azul
|22	Es un festival escolar. ¡Todo el mundo a ayudar!
|23	La casa encantada del amor
|24	¡La legendaria ídolo Momoko!